# Setantops hemimelas
Setantops hemimelas là một loài tò vò trong họ Ichneumonidae.